# Vizi E. Szilveszter
Vizi E. Szilveszter (teljes nevén: Vizi Elek Szilveszter, Budapest, 1936. december 31. –) a Magyar Szent István-renddel és a Magyar Corvin-lánccal kitüntetett, kétszeres Széchenyi-díjas magyar orvos, farmakológus, egyetemi tanár, a Magyar Tudományos Akadémia és a Szent István Tudományos Akadémia rendes tagja. A Magyar Tudományos Akadémia elnöke (2002-2008). A központi és perifériális idegrendszer ingerület-átvitelének neves kutatója. Az agy „nemszinaptikus” (analóg) kommunikációs rendszerének felfedezője. Tevékenysége a tudományos ismeretterjesztésben is jelentős. Több európai, köztük az Academia Europaea (London), az Académie royal de médecine de Belgique, a Lengyel Tudományos és Művészeti Akadémia (Krakkó) tiszteleti tagja.

## Életpályája
Édesapja korán meghalt, az anyai ág nagypolgári légköre terelte a jövőjét, plusz a véletlen és a szerencse. Apácák tanították a Sacre Coeurben, majd a bencésekhez járt. A Fáy András Gimnáziumban pedig olyan volt a színvonal, hogy az Akadémia mai tagjai közül heten jártak oda. Tanárai közül a bencéseknél különösképpen Szunyogh Xavér Ferenc, a Fáyban Tihanyi Károly magyartanárok voltak a legnagyobb befolyással rá.
1955-ben kezdte meg egyetemi tanulmányait a Pécsi Orvostudományi Egyetemen, majd átment a Budapesti Orvostudományi Egyetemre, ahol 1961-ben szerzett orvosi diplomát. Diplomájának megszerzése után az egyetem Gyógyszertani Intézetének tanársegédje lett. 1967-ben kapta meg adjunktusi, 1974-ben egyetemi docensi kinevezését. 1977-ben vette át egyetemi tanári megbízását. Emellett 1977-től 1981-ig az Egészségügyi Minisztérium tudományos kutatási főosztályának helyettes vezetője volt. 1981-ben kinevezték az MTA Kísérleti Orvostudományi Kutatóintézetének tudományos igazgatóhelyettesévé (ezután távozott a Gyógyszertani Intézettől). 1989-ben bízták meg a kutatóintézet főigazgatói tisztségének betöltésével. Ezenkívül 1982-ben az Orvostovábbképző Egyetem (2000-től a Semmelweis Egyetem része) farmakológiai és gyógyszerterápiás tanszékének vezetőjévé, illetve egyetemi tanárává nevezték ki. 2001-ben a Semmelweis Egyetem Farmakológiai és Farmakoterápiás Intézetének egyetemi tanára lett. Magyarországi állásain kívül huszonkilenc évesen Riker-ösztöndíjjal kijutott Oxfordba, ahol Sir William Paton munkatársaként dolgozott. 1969-ig kutatott Angliában. 1984–2002 között a New York-i Albert Einstein Egyetem pszichiátriai és aneszteziológiai tanszékének vendégprofesszora lett.
1969-ben védte meg az orvostudományok kandidátusi, 1977-ben akadémiai doktori értekezését. Az MTA több bizottságának lett tagja. 1985-ben megválasztották a Magyar Tudományos Akadémia levelező, 1990-ben pedig rendes tagjává. 1996-ban a tudományos köztestület alelnökévé, 2002-ben annak elnökévé választották (ekkor távozott főigazgatói posztjáról). 2005-ben újabb három évre megerősítették, így 2008-ig töltötte be tisztségét. Ezenkívül 1992-ben a londoni Európai Akadémia (Academia Europaea), 1994-ben a salzburgi Európai Tudományos és Művészeti Akadémia is felvette tagjai sorába. A Belga Királyi Orvosi, az Oroszországi Orvostudományi, a Krakkói Tudományos Akadémia és a Román Akadémia tiszteletbeli tagjává választották. Akadémiai tisztségein kívül több tudományos társaság elnöke volt: a Magyar Kísérletes és Klinikai Farmakológiai Társaságot 1995 és 2002 között, az Egészségügyi Tudományos Tanácsot 2001 és 2002 között vezette, 2000-től 2016-ig a Tudományos Ismeretterjesztő Társulat elnöke volt. 1990 és 2003 között a Kossuth- és Széchenyi-díj Bizottság tagja volt. A Magyar Atlanti Tanács elnöke, valamint a Magyar Élettani Társaság és a Magyar Orvostörténelmi Társaság tagja. 2010. július 6-án a Magyar Labdarúgó-szövetség egyik elnökségi tagjává választották, tisztségét a 2015-ös tisztújításig viselte.

## Munkássága
Kutatási területe a központi és környéki idegrendszer ingerület-átvitelének fiziológiai szabályozása és gyógyszeres befolyásolhatósága, a neuronok közötti kölcsönhatás, áthallás és preszinaptikus gátlás vizsgálata, valamint egyéb ingerület-átviteli kérdések.
Nevéhez fűződik többek között egy új agyműködési modell, valamint több idegrendszeri betegség neurobiokémiai módszerének kidolgozása. Vizi felfedezte az axonterminálison (a sejtaxon végződése) elhelyezkedő (alfa) receptorok ingerület-átvitelét preszinaptikusan (azaz ingerátadó módon) szabályozó szerepét. Jelentős eredménye, hogy az első neurokémiai bizonyítékát adta a preszinaptikus (azaz szinapszis előtti) moduláció nemszinaptikus mechanizmusának. Jelentős tevékenysége a tudományos ismeretterjesztés területén, így többek között a Magyar Tudományos Akadémia elnökeként egyik elindítója volt a Mindentudás Egyeteme programsorozatnak, amelynek 2002. szeptember 16-án első előadója volt.
Több mint négyszáz tudományos publikáció szerzője vagy társszerzője, ebből számos könyv, illetve gyűjteményes kötet. Több munkát adott ki a tudomány 21. századi szerepéről, illetve a tudomány és a hit határkérdéseiről. Közleményeit elsősorban angol és magyar nyelven adja közre.

## Családja
Házastársa Ádám Veronika Széchenyi-díjas orvos, biokémikus, egyetemi tanár, az MTA rendes tagja. Egy leány- és egy fiúgyermek édesapja.

## Főbb publikációi
- Phenylisopropylmethylpropynylamine (E-250), a monoaminoxidase inhibitor antagonising the effect of tyramin (társszerzőkkel, 1968)
- The inhibitory action of norandrenaline and adrenaline on acetylcholine output by guinea-pig ileum longitudinal muscle strip (társszerzőkkel, 1969)
- The mechanism of acetylcholine release from parasympathetic nerves (társszerzőkkel, 1971)
- Evidence That Acetylcholine Released by Gastrin and Related Polypeptides Contributes to Their Effect on Gastrointestinal Motility (társszerző, 1973)
- The Inhibitory Effect of Adenosine and Related Nulceotids on the Release of Acetylcholine (Knoll Józseffel, 1976)
- Na+-K+-activated adenosinetriphosphatase as a trigger in transmitter release (társszerzőkkel, 1978)
- Changes in total and quantal release of acetylcholine in the mouse diaphragm during activation and inhibiton of membrane ATPase (társszerző, 1979)
- Presynaptic Modulation of Neurochemical Transmission (1979)
- Non-Synaptic Interactions between Neurons (1984)
- A neurokémia alapjai (társszerkesztő, 1987)
- Az idegrendszer megbetegedésének neurokémiai alapjai (Magyar Kálmánnal, 1987)
- Effect of nicotine on extracellular levels of neurotransmitters assessed by microdialysis in various brain regions: Role of glutamic acid (társszerzőkkel, 1992)
- Science in the Future of Europe (1994)
- Adenosine receptor agonists differentially regulate IL-10, TNF-α, and nitric oxide production in RAW 264.7 macrophages and in endotoxemic mice (társszerzőkkel, 1996)
- Neurochemistry and pharmacology of the major hippocampal transmitter systems: Synaptic and nonsynaptic interactions (társszerzőkkel, 1998)
- Presynaptically located CB1 cannabinoid receptors regulate GABA release from axon terminals of specific hippocampal interneurons (társszerzőkkel, 1999)
- Modulatory role of presynaptic nicotinic receptors in synaptic and non-synaptic chemical communication in the nervous system (társszerző, 1999)
- The sympathetic nerve–an integrative interface between two supersystems: The brain and the immune system (társszerzőkkel, 2000)
- Role of high-affinity receptors and membrane transporters in nonsynaptic communication and drug action in the nervous system (társszerző, 2000)
- Nitric oxide: a novel link between synaptic and nonsynaptic transmission (társszerző, 2001)
- Agy és tudat (társszerk. Altrichter Ferenccel, Nyíri Kristóffal, Pléh Csabával (Budapest, 2002. ISBN 963-86159-3-1)
- A tudás hídjai (válogatott cikkek/interjúk, 2005)
- Hit, erkölcs, tudomány (Erdő Péterrel és Schweitzer Józseffel, 2006. ISBN 963-87298-3-X)
- Handbook of neurochemistry and molecular neurobiology: Neurotransmitter systems (Lajtha Ábellel, 2008)
- Láthatatlan hidakon át (válogatott beszédek/interjúk, 2008)
- Aranybánya ez az ország. Vizi E. Szilveszterrel és Ádám Veronikával beszélget Fazekas Valéria; Kairosz, Bp., 2010 (Magyarnak lenni)
- Non-synaptic receptors and transporters involved in brain functions and targets of drug treatment (társszerzőkkel, 2010)
- Fast two-photon in vivo imaging with three-dimensional random-access scanning in large tissue volumes (társszerzőkkel, 2012)
- CD39 and CD73 in immunity and inflammation (társszerzőkkel, 2013)
- Hypervulnerability to Sound Exposure through Impaired Adaptive Proliferation of Peroxisomes (társszerzőkkel, 2015)
- Effects of articaine on [3H]noradrenaline release from cortical and spinal cord slices prepared from normal and streptozotocin-induced diabetic rats and compared to lidocaine ( Társszerzőkkel, köztük tanítványaival: Végh D, Lakatos M., 2017)

## Díjai, elismerései
| - Issekutz-díj (1977[?], 1993) - Akadémiai Díj (1978) - Markusovszky-díj (1993) - Széchenyi-díj (1993) - Jancsó Miklós-emlékérem (1995) - a Máltai lovagrend lovagja (1996) - Genersich Antal-díj (1997) - European Order of Merit (1997) - A Magyar Köztársasági Érdemrend középkeresztje (1997) - Semmelweis Ignác-emlékérem (1998) - Galileo Galilei-díj (Pisa, 1998) - díszdoktor, Marosvásárhely (1999) - Szent Kincs Rend, Arany és Ezüst csillaggal (Japán, 2002) | - Prima Primissima díj (2003) - Weszprémi István-díj (2004) - Grastyán-díj (2005) - Románia Csillaga (2006, lemondott róla 2016) - Báthory-díj (2007) - Széchenyi-nagydíj (2012) - Magyar Corvin-lánc (2012) - Szent István Tudományos Akadémia rendes tagja (2016) - Az év ismeretterjesztő tudósa (2016) - Erdélyi Magyar Közművelődési Egyesület díja (2017) - Akadémiai Aranyérem (2017) - Magyar Szent István-rend (2021) |